# Ali Sabri
Ali Sabri (àrab: على صبرى, ʿAlī Ṣabrī) (el Caire, 31 d'agost de 1920 – 3 d'agost de 1991) fou un polític egipci d'origen turc.
Fou un partícip de segona filera a la revolució dels oficials de 1952, sent posteriorment, el cap del Directori d'Intel·ligència General egipci entre 1956 i 1957. Entre el setembre de 1962 i l'octubre de 1965 exercí de Primer Ministre d'Egipte.
Quan Gamal Abdel Nasser morí l'any 1970, Ànwar el-Sadat fou considerat el successor més probable de Nasser mentre que Sabri ho fou en segon lloc. Tant el-Sadat com Sabri van patir atacs de cor després del funeral de Nasser.
Al govern d'el-Sadat fou la segona figura més rellevant tot exercint el càrrec de vicepresident. Tanmateix, poc després que el-Sadat arribés al poder, fou la víctima més notable de la "Revolució correctiva" empesa pel cap d'estat i fou empresonat.
Considerat com a socialista intransigent, sovint fou criticat pel seus orígens de classe alta. El seu pare Abbas-Baligh Sabri i la seva mare Dewlet Shamsi eren descendents de turco-circassians i pertanyien a la classe privilegiada. Sabri fou net del nacionalista Amin Shamsi Pasha (1833-1913), membre de l'Assemblea General i el Consell Provincial que durant el 1881-82 actuà com una de les principals fonts financeres d'Ahmed Urabi. També fou nebot d'Ali Shamsi Pasha (1885-1962), cofundador del partit Wafd i ministre en diverses ocasions durant el regnat del rei Fuad I, sent més tard el primer egipci en dirigir el Banc Nacional d'Egipte, què actuà com a banc central del país. Un dels besoncles paterns de Sabri fou Mohammed Faizi Pasha (1840-1911), un dels directors-generals del Departament Waqf durant el regnat del kediv Abbàs Hilmí II d'Egipte.
El trilingüe Ali Sabri, juntament amb els seus tres germans i una germana, fou criat en el llavors predominantment aristocràtic i europeu suburbi de Maadi, al Caire. També fou membre actiu dels equips de tennis i natació del seu club esportiu.

## Condecoracions
- Gran Comandant Honorari de l'Orde del Defensor del Reialme (1965)[4]